# Bunolagus monticularis
Genre
Espèce
Statut de conservation UICN

 CR C2a(i) : 
En danger critique
Le Lièvre des bochimans (Bunolagus monticularis) est une espèce de léporidé sauvage d'Afrique du Sud qui tient son nom des populations San appelées aussi bochimans. C'est la seule espèce du genre Bunolagus.
On le trouve principalement dans le désert Karoo dans la province du Cap, en Afrique du Sud. Il est classé comme espèce en danger critique.

## Dénominations
- Nom scientifique valide : Bunolagus monticularis (Thomas, 1903)
- Noms vulgaires (vulgarisation scientifique) : Lièvre des bochimans[1],[2],[3] ou Lapin des bochimans[4], Lapin hottentot[5] ou Lapin riverin[réf. nécessaire].
- Noms vernaculaires (langage courant), pouvant désigner d'autres espèces : lièvre[4] ou lapin[4].